# 三門県
三門県（さんもん-けん）は中華人民共和国浙江省に位置する省直轄の県であり、しばらくの間、台州市の代理管轄下に置かれている。

## 歴史
1906年（光緒32年）に設置された南田庁を前身とする。1912年（民国2年）に南田県と改編、1940年（民国29年）に三門県と改称された。1958年に廃止となり、管轄区域は臨海県と象山県に編入されたが、1962年に再設置され現在に至る。

## 行政区画
- 街道：海游街道、海潤街道、沙柳街道
- 鎮：珠嶴鎮、亭旁鎮、健跳鎮、横渡鎮、浦壩港鎮、花橋鎮
- 郷：蛇蟠郷